# Genzano di Roma
Genzano di Roma est une commune italienne d'environ 23 700 habitants, située dans la ville métropolitaine de Rome Capitale, dans la région Latium, en Italie centrale.

## Géographie
Genzano di Roma est située à 27 km au sud de Rome, dans la zone des Castelli romani, sur le sommet du cratère qui surplombe le lac de Nemi.

### Lieux-dits et hameaux
Les frazioni de la commune sont Landi et Muti.

### Communes limitrophes
Genzano di Roma a pour communes mitoyennes : Ariccia, Lanuvio, Nemi et Velletri.

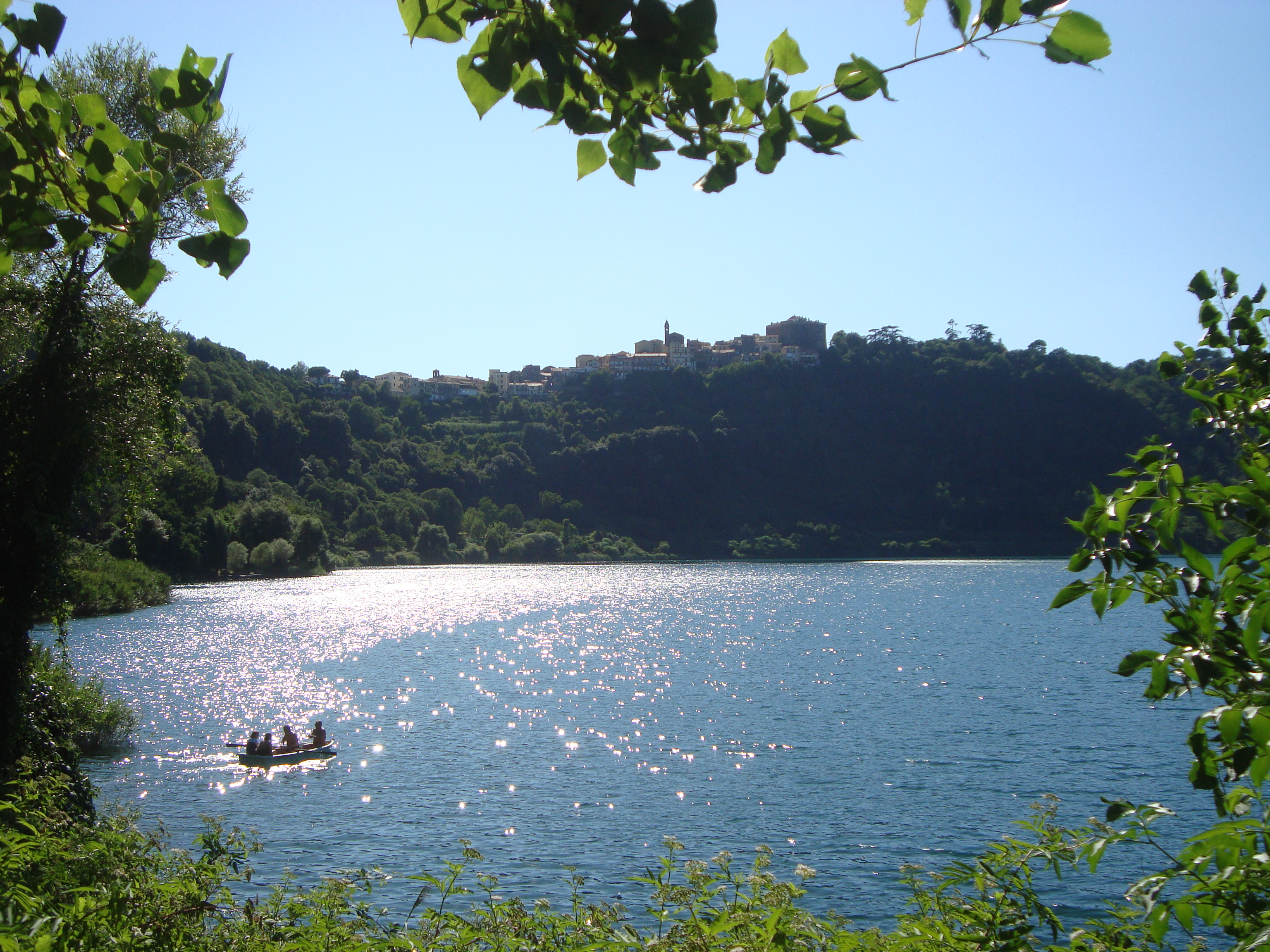
Vue du lac de Nemi et de Genzano.

## Démographie
Habitants recensés

## Administration
| Période                                  | Période  | Identité         | Étiquette     | Qualité |
| ---------------------------------------- | -------- | ---------------- | ------------- | ------- |
| octobre 2020                             | En cours | Carlo Zoccolotti | centre-gauche |         |
| Les données manquantes sont à compléter. |          |                  |               |         |

### Jumelages
- Châtillon (France)
- Mersebourg (Allemagne)
- Varsovie (Pologne)

## Culture et patrimoine

### Monuments
- Le palais Sforza-Cesarini
- Le palais Amerani, siège de la mairie
- La collégiale Santissima Trinità
- L'église de l'Annunziata
- L'église Santa Maria della Cima (église historique de la ville, également appelée Duomo Vecchio)
- L'église San Giuseppe Lavoratore

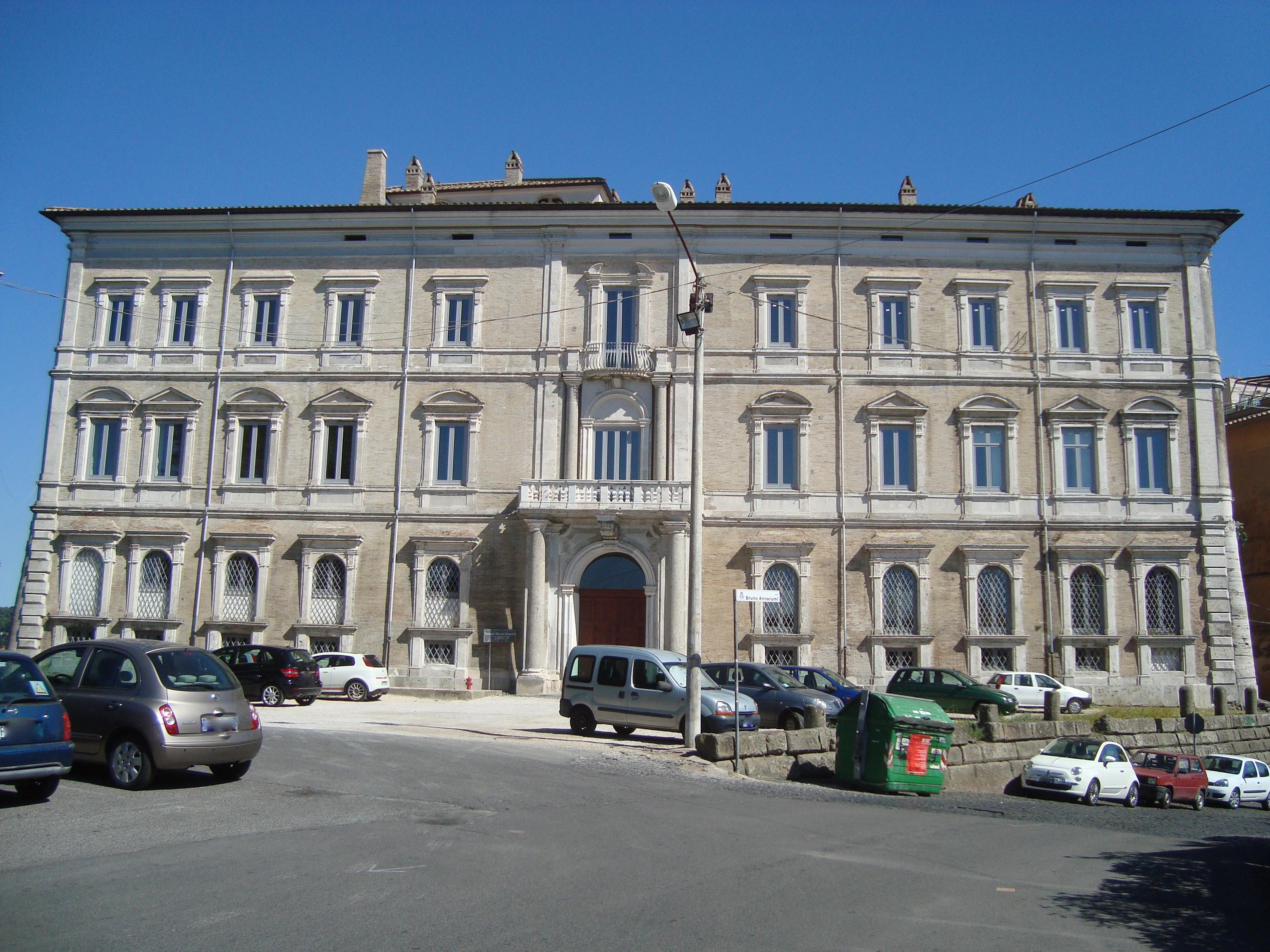
Le palais Sforza-Cesarini.
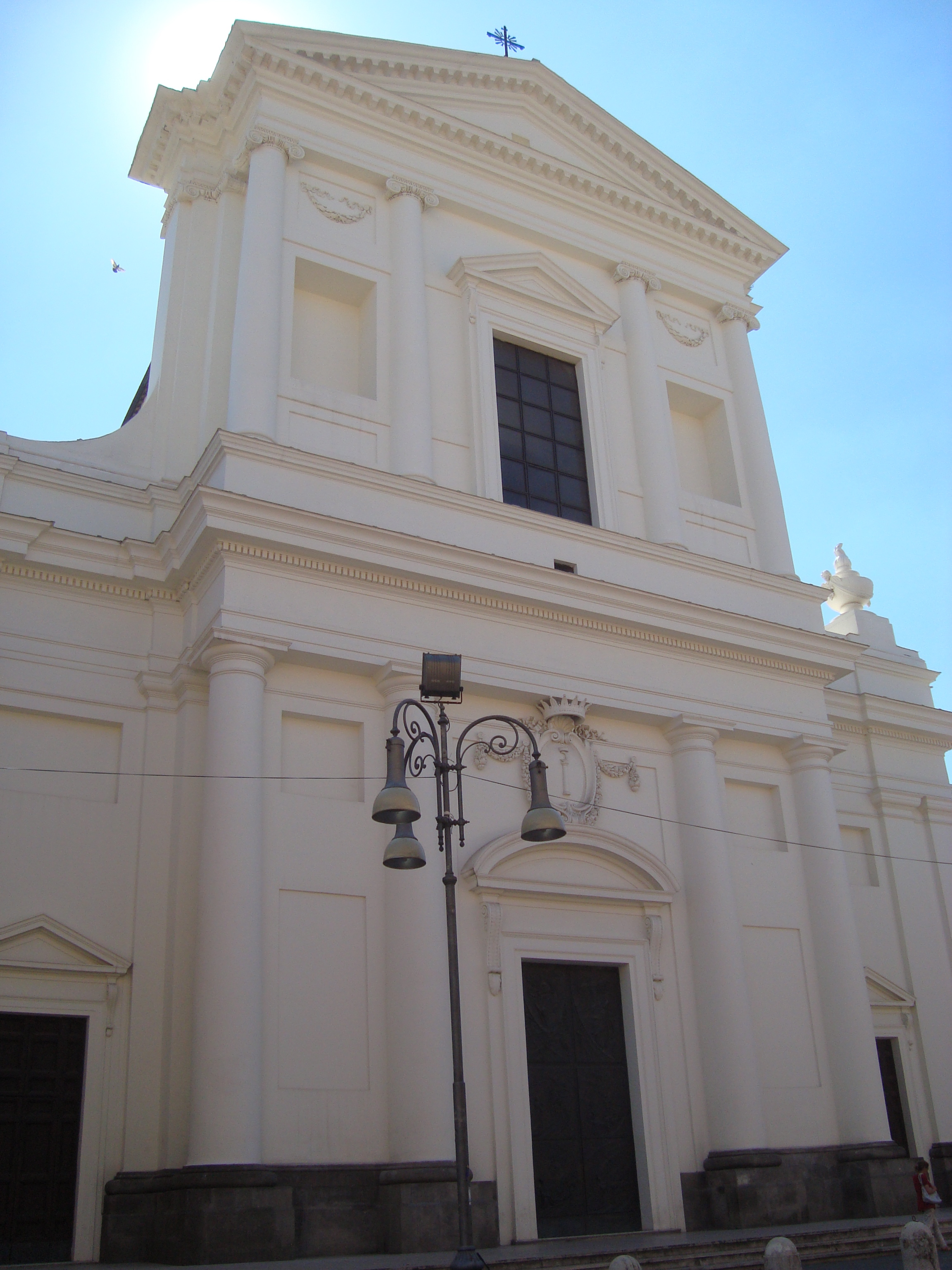
La collégiale Santissima Trinità.
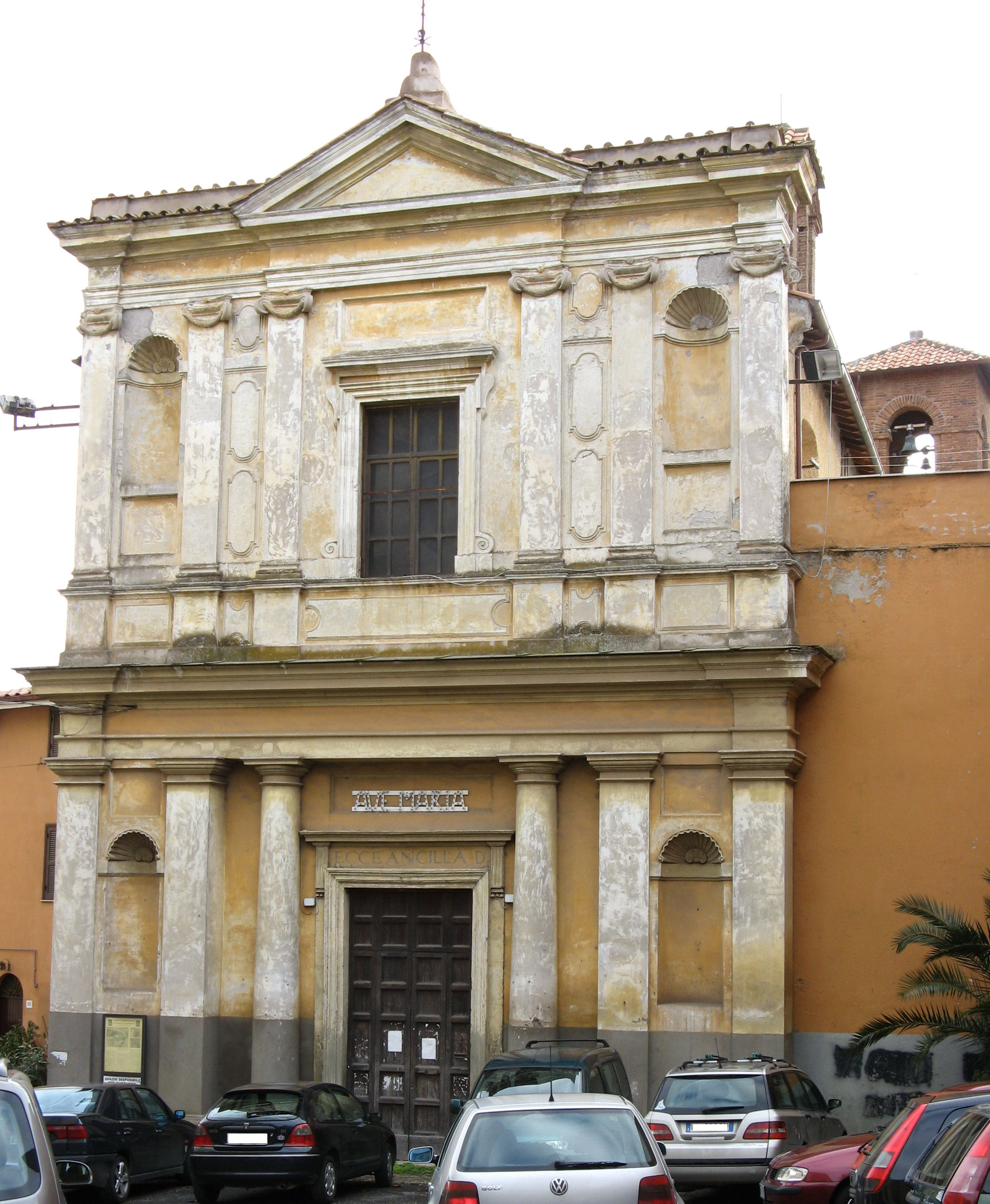
L'église de l'Annunziata.
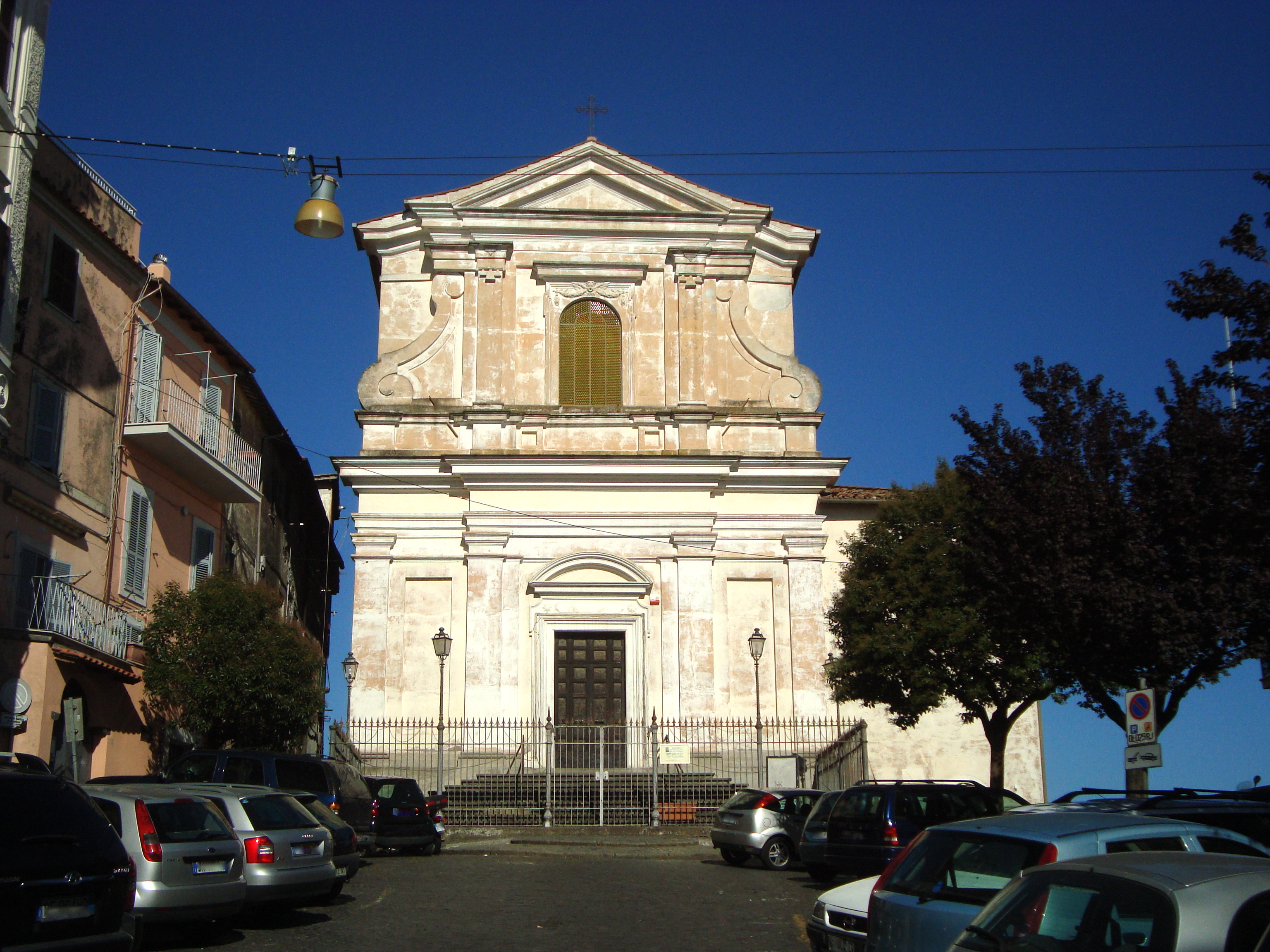
L'église Santa Maria della Cima.

### Fêtes et traditions
Genzano est connue pour l'Infiorata qui est depuis deux siècles, le jour de la Fête-Dieu, une manifestation d’art populaire. Via Livia, la rue qui mène à l'église Santa Maria della Cima est couverte sur toute sa longueur, ce qui représente deux mille mètres carrés, d’un tapis de fleurs, pour servir de tapis délicat au passage du Saint Sacrement (Jésus-Christ, réellement présent sous les voiles de l'hostie) placé dans un ostensoir, porté par le clergé et suivi d'une longue procession de fidèles, manifestant ainsi que Dieu doit régner sur la cité pour y répandre ses grâces de salut et y prodiguer ses bienfaits.

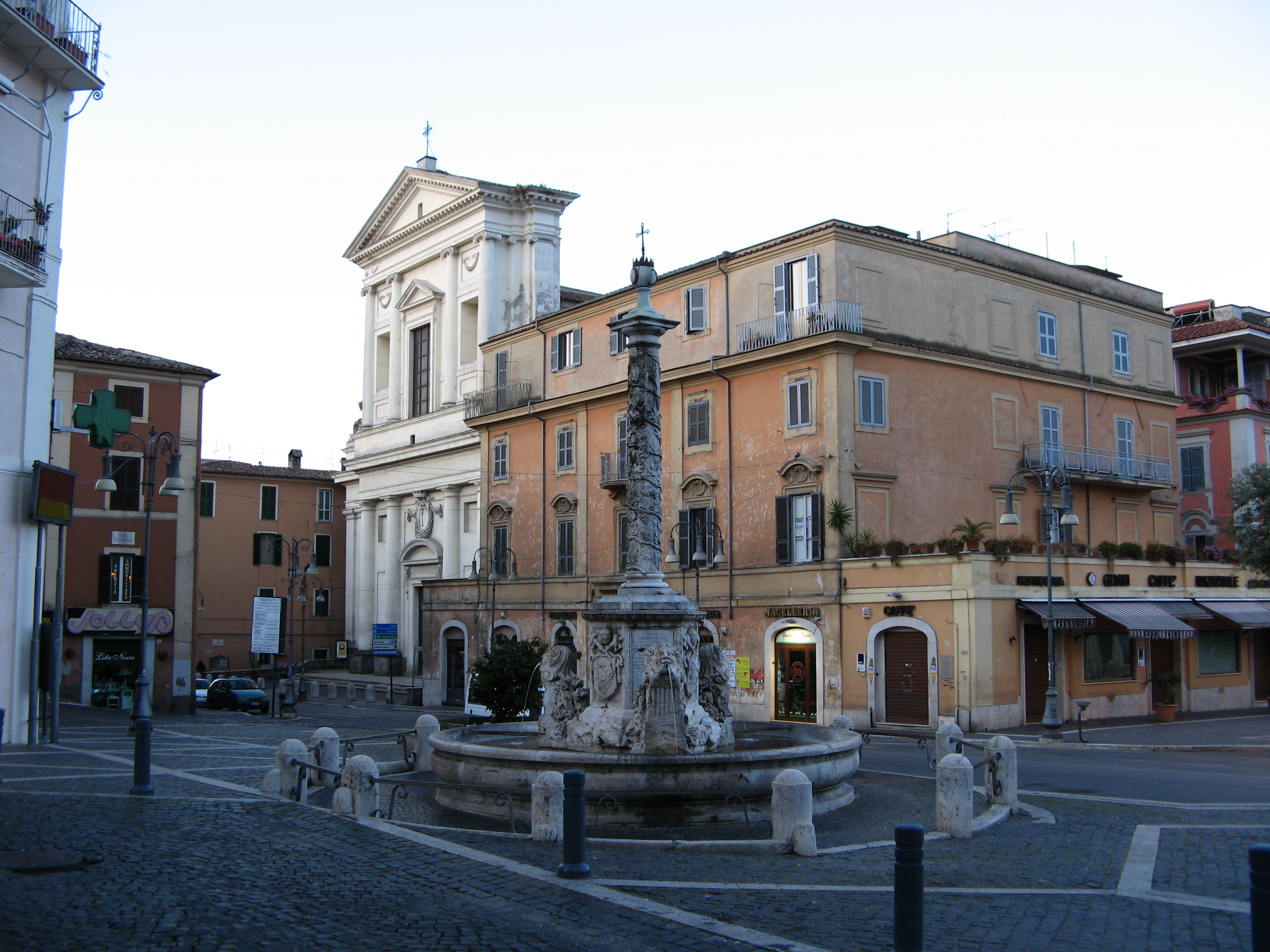
Piazza S. Sebastiano.
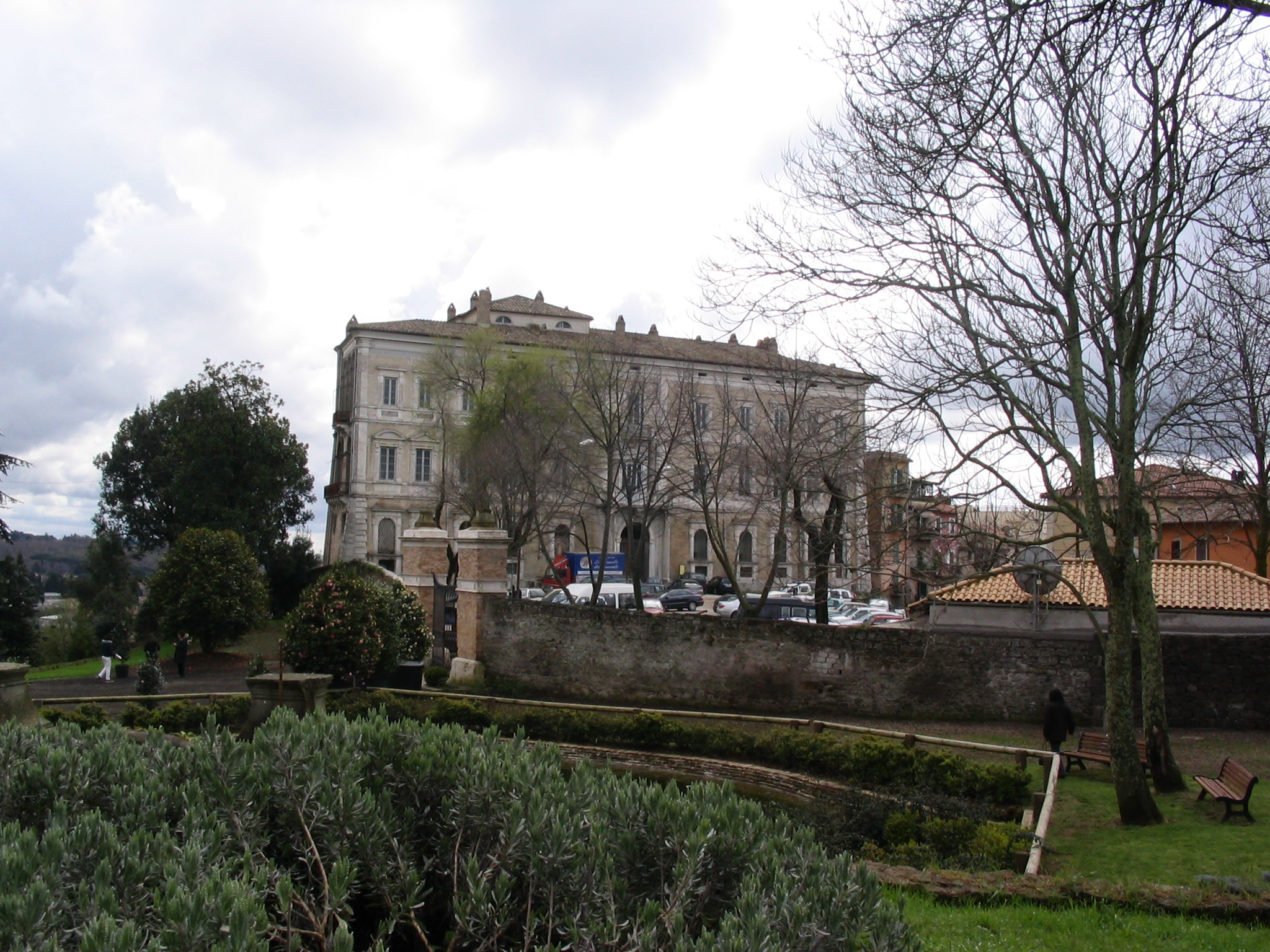
Parco e Palazzo Cesarini-Sforza.

### Représentations de la commune
Le peintre français Camille Corot a peint en 1843 deux célèbres tableaux de la commune, désormais présents dans les collections de musées américains. William Turner a également peint une vue du Lac de Nemi.

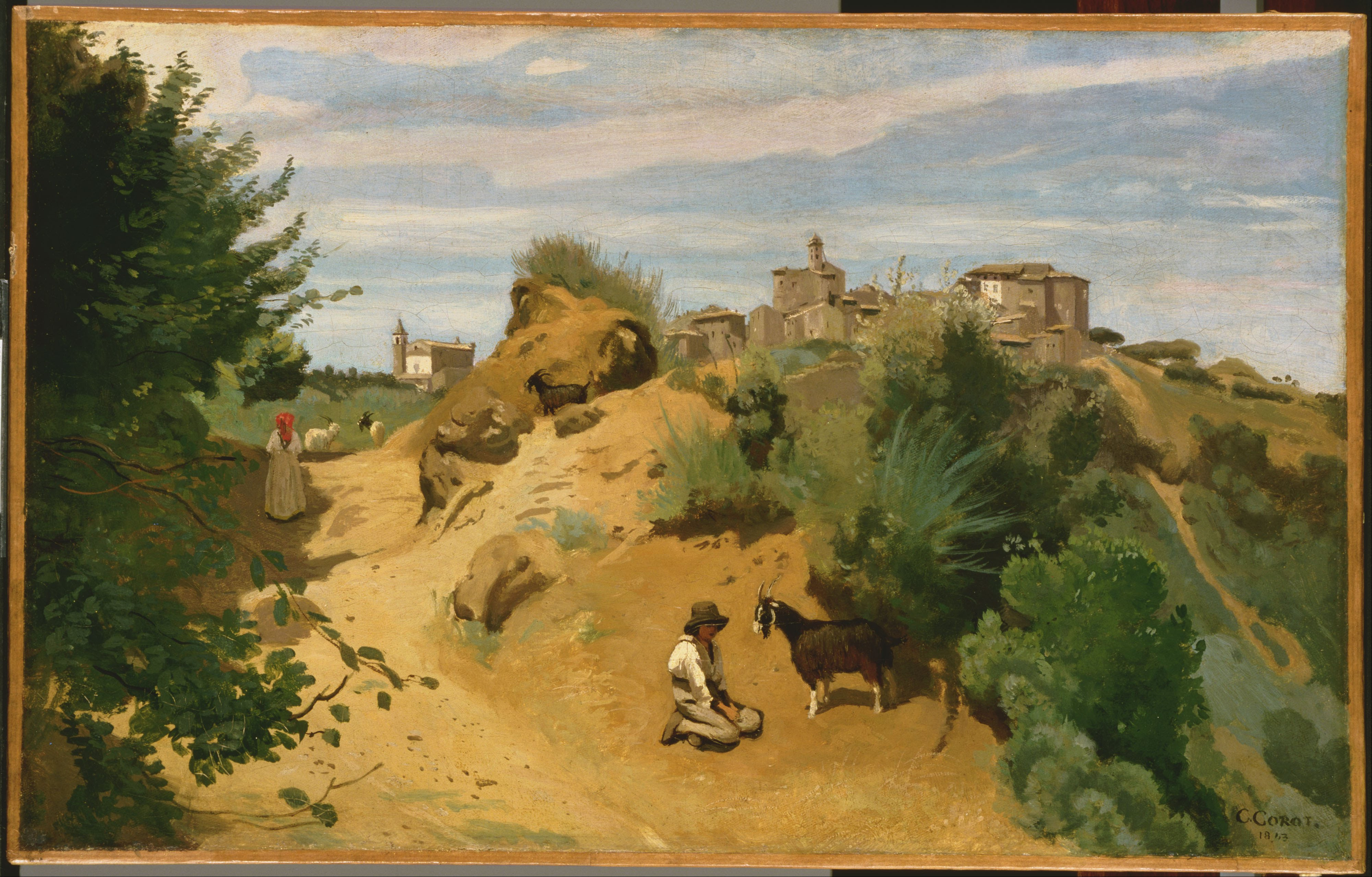
Genzano, Corot, The Phillips Collection.
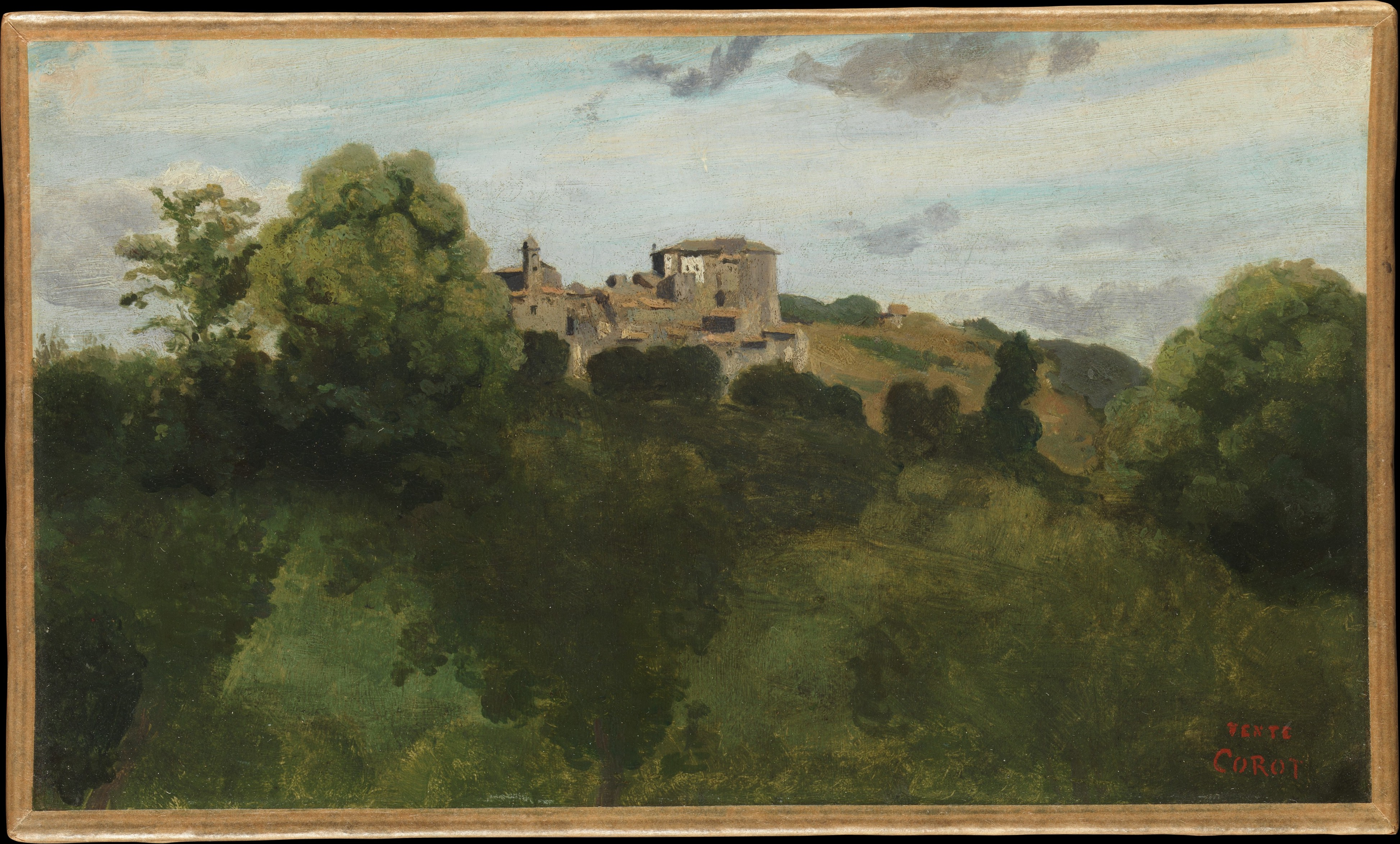
Vue de Genzano, Corot, Met.
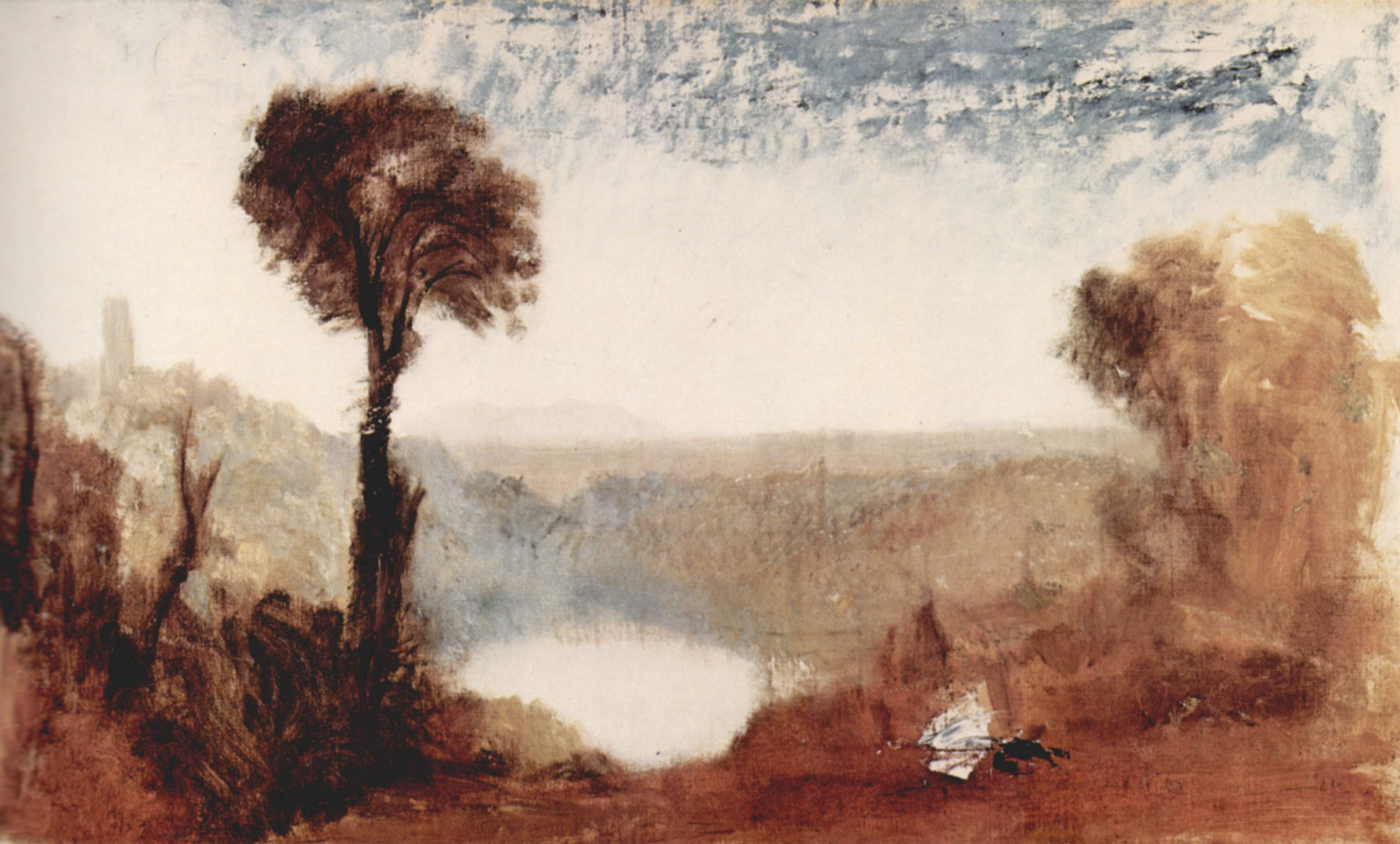
Lac de Nemi, Turner.

### Personnalités liées à la commune
- Vincenzo Baldazzi
- Eugenio Cisterna
- Francesca Conti
- Danilo Fischetti
- Ettore Gnocchetti
- Angelo Jacobini
- Ludovico Jacobini
- Caterina Mancini
- Siro Marcellini
- Giovanni Meoni